# Mhairi Lawson
Mhairi Lawson (* im 20. Jahrhundert) ist eine schottische Opernsängerin (Sopran).

## Leben
Mhairi Lawson studierte an der Guildhall School of Music and Drama. Ihre erste CD waren Englische und Schottische Lieder von Joseph Haydn. Als Solistin sang sie mit Les Arts Florissants und dem Scottish Chamber Orchestra unter den Dirigenten William Christie, Charles Mackerras, Paul McCreesh, Jane Glover und John Eliot Gardiner. Sie sang Opern von Henry Purcell, Marc-Antoine Charpentier, Stefano Landi, Georg Friedrich Händel, Johann Adolph Hasse und Claudio Monteverdi. Aufführungsorte waren die English National Opera, die Cité de la musique, das Barbican Centre und die Wigmore Hall. Bei den Proms in der Royal Albert Hall war sie Purcells Fairy-Queen. 
Sie sang im Messiah (Amsterdam, Utrecht, Paris und Barcelona) und war mit den Titelrollen in Acis and Galatea und Dido and Aeneas in Skandinavien und in den Niederlanden sowie in Jerusalem und Beaune. Mit der Johannes-Passion trat sie im Lincoln Center und in Weimar, mit der h-Moll-Messe in Leipzig und mit der Matthäus-Passion in Spanien auf. King Arthur führte sie mit der Tanzgruppe von Mark Morris in San Francisco auf. In Madrid sang sie in Athalia, in Zürich in Bachs Weihnachtsoratorium. Arien von Vivaldi und Mozart standen in Nantes auf dem Programm.
Mhairi steht in der (lebendigen) Volksliedtradition des Vereinigten Königreichs. Mit Liedern von Haydn, Mozart, Franz Schubert, Robert Schumann, Richard Strauss und Hugo Wolf trat sie beim Edinburgh Festival, in der Newcastle University und der University of York auf; BBC Radio 3 nahm einige auf.